# Allison Beckford
Allison J. Beckford, jamajška atletinja, * 8. maj 1979, Westmoreland, Jamajka.
Nastopila je na olimpijskih igrah leta 2004, kjer je izpadla v prvem krogu teka na 400 m. Na svetovnih prvenstvih je v štafeti 4×400 m osvojila bronasto medaljo leta 2003, na panameriških igrah pa srebrno medaljo istega leta.